# Yercaud
Yercaud är en ort i Indien.   Den ligger i distriktet Salem och delstaten Tamil Nadu, i den södra delen av landet, 1 900 km söder om huvudstaden New Delhi. Yercaud ligger 1 414 meter över havet och antalet invånare är 36 863.
Terrängen runt Yercaud är kuperad söderut, men norrut är den bergig. Yercaud ligger uppe på en höjd. Runt Yercaud är det mycket tätbefolkat, med 1 573 invånare per kvadratkilometer. Närmaste större samhälle är Salem, 14,9 km söder om Yercaud. I omgivningarna runt Yercaud växer i huvudsak städsegrön lövskog.